# Leo Mechelaere
Leo Mechelaere (Brugge, 10 februari 1880 - Erlangen, 16 oktober 1964) was een Belgisch kunstschilder en vertegenwoordiger van de Brugse school.

## Levensloop
Geboren in een wereld rijk aan cultureel erfgoed en artistieke inspiratie, ontbrandde Mechelaere's passie voor schilderen al vroeg, wat de basis vormde voor een lange creatieve reis. 
Als kind doofstom geworden, vond Mechelaere in het schilderen troost en vervulde hij een ambitie die hem erkenning opleverde.

### Opleiding
Tot 1897 verbleef Mechelaere in het Brugse doofstommengesticht en beoefende hij de schilderkunst als liefhebber. Zijn vormende jaren waren doordrenkt van de tradities van de Brugse Academie voor Schone Kunsten, waar hij zijn vakmanschap aanscherpte onder de hoede van gewaardeerde meesters. 
Hij ging in de leer aan de Brugse Kunstacademie bij zijn neef Edmond Van Hove (1851-1913) waar hij studeert met een andere Brugse schilder Joe English.
Op 27-jarige leeftijd trok hij naar Antwerpen waar Mechelaere studeerde aan de Koninklijke Academie voor Schone Kunsten van Antwerpen bij Franz Courtens (1850-1943) en Juliaan De Vriendt (1842–1935). Onder begeleiding van Juliaan De Vriendt breidde Mechelaere's artistieke visie zich uit en legde hij de basis voor de kenmerkende stijl die zijn werk zou definiëren. 
In 1910 keerde hij naar zijn geboortestad terug.

### Oeuvre
Leo Mechelaere was vooral schilder en aquarellist van (Brugse) stadsgezichten, landschappen, interieurs, portretten en stillevens. 
Sterk met Brugge verbonden, schilderde hij honderden zichten van zijn geboortestad, alsook van Damme, Lissewege en de polderstreek.
Mechelaere werd vooral geprezen om zijn stadszichten. In "Tijdschrift voor kunst en letteren (Tijdstroom)" verwoordde Marcel Matthijs het als volgt: we tellen slechts een drietal Brugse schilders de benaming ‘Bruggeschilder’ oprecht waardig. En ongetwijfeld komt daarvoor allereerst Leo Mechelaere in aanmerking. Het kenmerk van den artist ligt ongetwijfeld hierin dat hij in het kleinste gegeven geestelijke grootheid weet te ontdekken. Derhalve ‘zoekt’ Mechelaere zijn onderwerpen niet; bij elke schrede ontmoet hij ze. Het nederigste straatje, evenzoozeer als de plechtstatigste rei, suggereeren hem het intens beleven dat uit de dingen de diepere beteekenis puurt. Het licht overwint in bijna al zijn doeken. En juist deze karakteristiek is het die hem een eereplaats verleent tusschen de uitzonderlijke en zeer enkele ‘Bruggeschilders’. Niet alleen in zijn stadszichten toont Mechelaere zich een meester, ook in zijn buitenlandschappen geeft hij blijk van dieper inzicht en hoogere vormkracht. Voor de handhaving en voortzetting van de Vlaamsche schilderkunstige reputatie is hij belangrijk in eerste orde.

### Erkenning
Op 10 augustus 1949 werd Mechelaere samen met Prosper De Wit benoemd tot Ridder in de Léopoldsorde (“Chevalier de l’Ordre de Léopold”).

### Werken in musea
- Buiten Boninvest, Musea Brugge;
- De korte Roopeerdstraat, Musea Brugge;
- De Groene Rei met de Meebrug in Brugge, Musea Brugge;
- Het Rooms Convent in Brugge, Groeningemuseum;
- Zicht op de Hoornstraat en hoek van de Walburgakerk, Musea Brugge;
- Zicht op de bidkapel van het Gruuthusepaleis, Musea Brugge

Bron: 

## Tentoonstellingen (selectie)
- 1911: Les Indépendants Cercle d'Art / VIIIme Salon annuel (1911)[5]
- 1930: Société des artistes français, Salon in Parijs, Palais des Champs-Elysées[6]

## Privéleven
Hij was getrouwd met Irène Baert. Het echtpaar had twee dochters. 
Hij vestigde zich in een 17de eeuws huis in de Twijnstraat 3, waar een stenen muurplaat aan hem herinnert. Hij woonde er van 1923 tot 1964. 
Toen hij weduwnaar was geworden en ziek werd, nam hij zijn intrek bij zijn oudste dochter in Duitsland en overleed er.